# Winfield Hubbard
Winfield Hubbard (* 9. November 1893 in Canton, South Dakota; † 13. Januar 1976 in Morrison, Colorado)  war ein amerikanischer Techniker der Konstruktionsabteilung von Metro-Goldwyn-Mayer, der bei der Oscarverleihung 1960 zusammen mit seinen Kollegen Edgar L. Stones, Glen Robinson und Luther Newman für die Gestaltung einer vieldrahtigen, ferngesteuerten Seilwinde („For the design of a multiple-cable, remote-controlled winch.“) einen Oscar für technische Verdienste in Form einer Statuette (Class I) erhielt.

Oscar von Ben Hecht, 1928

Bei der Statuette handelt es sich um den bekanntesten Oscar, er ist 34 cm groß, 3,85 kg schwer, besteht aus Bronze und ist elektrolytisch mit 24-karätigem Gold überzogen. Im gleichen Jahr gewann Ben Hur den gleichen Preis als Bester Film.
Winfield Hubbard war ein Veteran des Ersten Weltkriegs und zweimal verheiratet. Er starb am 13. Januar 1976 in Morrison, Colorado, im Alter von 82 Jahren.
Ansonsten konnte über Hubbards Leben und seine berufliche Laufbahn nichts weiter in Erfahrung gebracht werden.